# 殷鸿福
殷鸿福（1935年3月19日—），中国地质古生物学家。1956年毕业于北京地质学院地质勘探系煤田地质专业，1961年在北京地质学院地层古生物学专业研究生毕业后一直留校任教。曾在美国自然历史博物馆（1980-1982）、英国自然历史博物馆（1990-1991）作高级访问学者。1996年至1997年任中国地质大学（武汉）校长。1993年当选为中国科学院院士。
殷鸿福在1986年提出以牙形石微小欣德刺的出现作为三叠系开始的标志，取代耳菊石作为界定二叠系—三叠系界线的生物标准，获得了国际学术界地普遍承认。殷鸿福被选为国际二叠—三叠系界线工作委员会主席。在他领导下，二叠系—三叠系全球界线层型剖面和点位（GSSP，即“金钉子”）于2001年正式设在了中国浙江省长兴县煤山。在研究二叠纪-三叠纪灭绝事件的原因中，殷鸿福主张生物大绝灭的原因主要是海水进退、火山事件、地球化学异常所造成的灾变环境（新灾变论）与生物内在演替规律相互作用的结果。
殷鸿福是中国最早从事古生物地理学研究的学者之一。主编了中国第一部生态地质学专著《中国古生物地理学》（1988）。他是第一个向中国介绍新的生物演化理论“间断平衡论”。他还指出古生物演化应包括渐变、突变和灾变三种形式的理论。